# Justicia ciriloi
Justicia ciriloi là một loài thực vật có hoa trong họ Ô rô. Loài này được T.F. Daniel mô tả khoa học đầu tiên năm 2005.